# Bad for You Baby
Bad For You Baby är ett studioalbum av den brittiske blues- och rockartisten Gary Moore, utgivet 2008. Albumet har en tydlig rock- och blueskaraktär.

## Låtlista
1. Bad For You Baby - 2:54 (Gary Moore)
2. Down The Line - 2:56 (Gary Moore)
3. Umbrella Man - 3:39 (Gary Moore)
4. Holding On - 3:48 (Gary Moore)
5. Walkin' Thru The Park - 3:00 (McKinley Morganfield)
6. I Love You More Than You'll Ever Know - 10:37 (Al Kooper)
7. Mojo Boogie - 3:33 (J.B. Lenoir / L.B. Lenoir)
8. Someday Baby - 3:35 (McKinley Morganfield)
9. Did You Ever Feel Lonely ? - 6:11 (Gary Moore)
10. Preacher Man Blues - 5:59 (Gary Moore)
11. Trouble Ain't Far Behind - 9:40 (Gary Moore)
12. Picture On The Wall - 4:02 (Lightnin' Hopkins) - Spår 12 Är Ett Bonusspår Endast Utgivet På Den Japanska CD-Utgåvan Och Vinyl Dubbel LP Versionen Samt På Download.

## Medverkande
- Gary Moore – Gitarr, Sång, Harmonica
- Sam kelly – Trummor
- Vic Martin – Klaviatur
- Pete Rees – Basgitarr
- Otis Taylor – Banjo / Preacher Man Blues
- Cassie Taylor – Bakgrundssång / Holding On / Preacher Man Blues